# 大夸河
4°46′55″N 8°23′53″E / 4.781903°N 8.398018°E

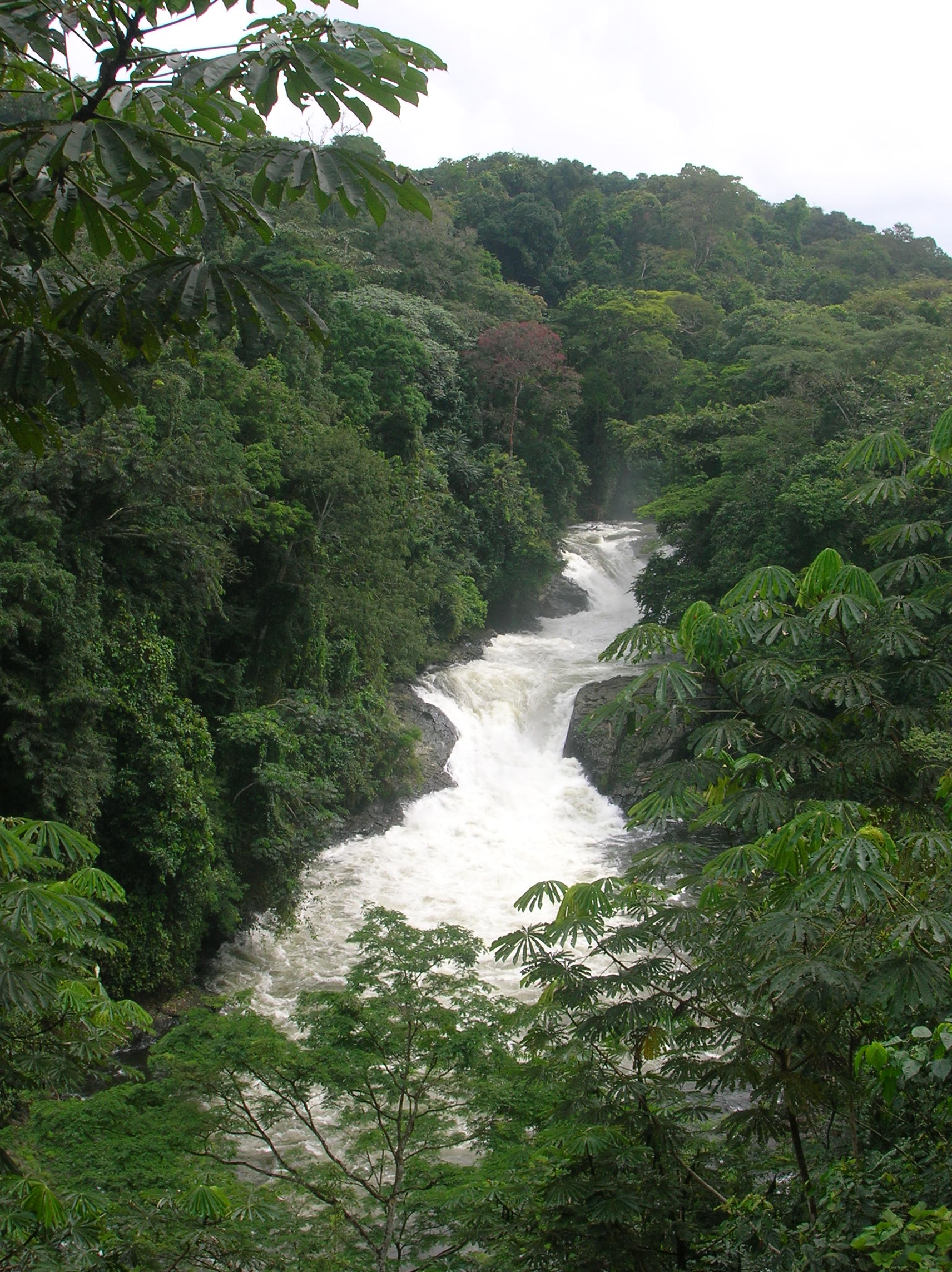

大夸河是尼日利亞的河流，位於該國西南部克羅斯河州，處於阿布賈以南500公里，發源自克羅斯河國家公園，流經卡拉巴爾東部。